# 機動戦士ガンダムSEED DESTINY ASTRAY
『機動戦士ガンダムSEED DESTINY ASTRAY』（きどうせんしガンダムシード デスティニー アストレイ）は、アニメ『機動戦士ガンダムSEED DESTINY』の各種媒体で掲載された公式外伝である。

## 概要
『機動戦士ガンダムSEED ASTRAYシリーズ』の第3作であり、『機動戦士ガンダムSEED ASTRAY』と同様に、漫画と小説の複数の媒体で展開された。
漫画版はときた洸一作のもの（以下漫画版）。小説版は「ザ・スニーカー」で連載されたもの（以下スニーカー版）と、「電撃ホビーマガジン」で連載されジオラマを組み合わせたもの（以下電撃版）の2作品。合計3作品が展開された。
アニメ『機動戦士ガンダムSEED DESTINY』放映時は『SEED』最終話後から『DESTINY』開始以前の空白の2年間を舞台としたエピソード（以下「前半」）が語られた。
『DESTINY』3クール目前後から、アーモリーワンでのセカンドステージシリーズ開発と強奪、ブレイク・ザ・ワールド後辺りまでで、「一族」と呼ばれる組織と対峙するエピソード（以下「後半」）が語られている。
漫画版の「前半」では『ガンダムSEED MSV』の登場人物がメインキャラとして登場している。

## 物語
フォト・ジャーナリストのジェス・リブルはある出来事からMSを駆り「戦場をMSと同じ視点で取材する」様になった。C.E.71年10月、ジェスはジャンク屋ギルドのジェネシスαを巡る事件でロウ・ギュールからMS「アストレイ アウトフレーム」を譲り受ける。ジェスはフリーのMSパイロットのカイト・マディガンと共に「真実を撮る」為に世界を駆け巡る。

## 主な登場兵器
- ZGMF-X12 アストレイ アウトフレーム
  - ZGMF-X12D アストレイ アウトフレームD
- RGX-00（ZGMF-X12A） テスタメント
  - RGX-00+AQM/E-X05 テスタメント ディバインストライカー装備型
  - ZGMF-X12A マティガン専用テスタメント
- RGX-04 プロトセイバー
  - RGX-04+11 プロトセイバー+11
- MWF-JG71 レイスタ
- ZGMF-1001 マティガン専用ザクファントム
- ZGMF-1001 イライジャ専用ザクファントム
- YMF-X000A/H ドレッドノートイータ
- MBF-P02 レッドフレームMJ

## 書籍
漫画 機動戦士ガンダムSEED DESTINY ASTRAY
1. ISBN 978-4047137080
2. ISBN 978-4047137325
3. ISBN 978-4047137882
4. ISBN 978-4047138087

Re:Master Edition
新装版。描き下ろしエピソードを追加 し、スニーカー文庫版で語られたエピソードについては、2巻でショートストーリーとして補足されている。
1. ISBN 978-4041209172
2. ISBN 978-4041209189
3. ISBN 978-4041209851
4. ISBN 978-4041209868

小説 機動戦士ガンダムSEED DESTINY ASTRAY
1. ISBN 978-4044297039
2. ISBN 978-4044717025

模型・小説 機動戦士ガンダムSEED DESTINY ASTRAY
- 上 ISBN 978-4840234733
- 下 ISBN 978-4840234986

## スタッフ
- 原作 - 矢立肇・富野由悠季
- SEED DESTINYキャラクターデザイン - 平井久司
- DESTINY ASTRAYキャラクター - 植田洋一
- SEED DESTINYメカニックデザイン - 大河原邦男・山根公利・藤岡建機
- DESTINY ASTRAYメカニック・デザイン - 阿久津潤一（ビークラフト）・町田能彦
- 設定・企画協力 - 森田繁（スタジオぬえ）
- 設定協力 - 吉野弘幸
- マーク・デザイン - 神宮司訓之
- 制作 - サンライズ
- 小説・シナリオ - 千葉智宏（スタジオオルフェ）
- コミック作画 - ときた洸一
- 小説さし絵 - 緒方剛志
- 協力 - 電撃ホビーマガジン編集部、ガンダムエース編集部、ザ・スニーカー編集部、バンダイホビー事業部、バンダイビデオゲーム事業部

## 関連作品
- 機動戦士ガンダムSEED DESTINY ASTRAY R
- 機動戦士ガンダムSEED DESTINY ASTRAY B

『機動戦士ガンダムSEED DESTINY HDリマスター』発売に伴い、展開された新シリーズ。『DESTINY ASTRAY R』ではヴァレリオ・ヴァレリが、『DESTINY ASTRAY B』ではダンテ・ゴルディジャーニとエルザ・ヴァイスが新たなメインキャラクターとして登場している。『DESTINY ASTRAY R』は『Δ ASTRAY』と同時期で、ロウ・ギュール視点でのストーリーで、『DESTINY ASTRAY B』は『DESTINY ASTRAY』の「南米独立戦争編」と「インパルス開発編」の間の時期で、叢雲劾視点でのストーリーとなっている。